# Пол Варбург
Пол Моріц Варбург (нім. Paul Moritz Warburg; 10 серпня 1868, Гамбург, Німеччина — 24 січня 1932, Нью-Йорк, США) — американський фінансист, теоретик Федеральної резервної системи.

## Родина
Походив зі старовинного єврейського роду німецьких банкірів — правнук Мозеса Маркуса Варбурга (1763—1830), який заснував у 1798 існуючий досі гамбурзький банківський будинок M.M.Warburg & CO. Братами Пауля Варбурга були великі фінансисти Фелікс і Макс Варбурги, юдейський релігійний діяч Фріц Варбург та мистецтвознавець Абі Варбург.

## Життєпис

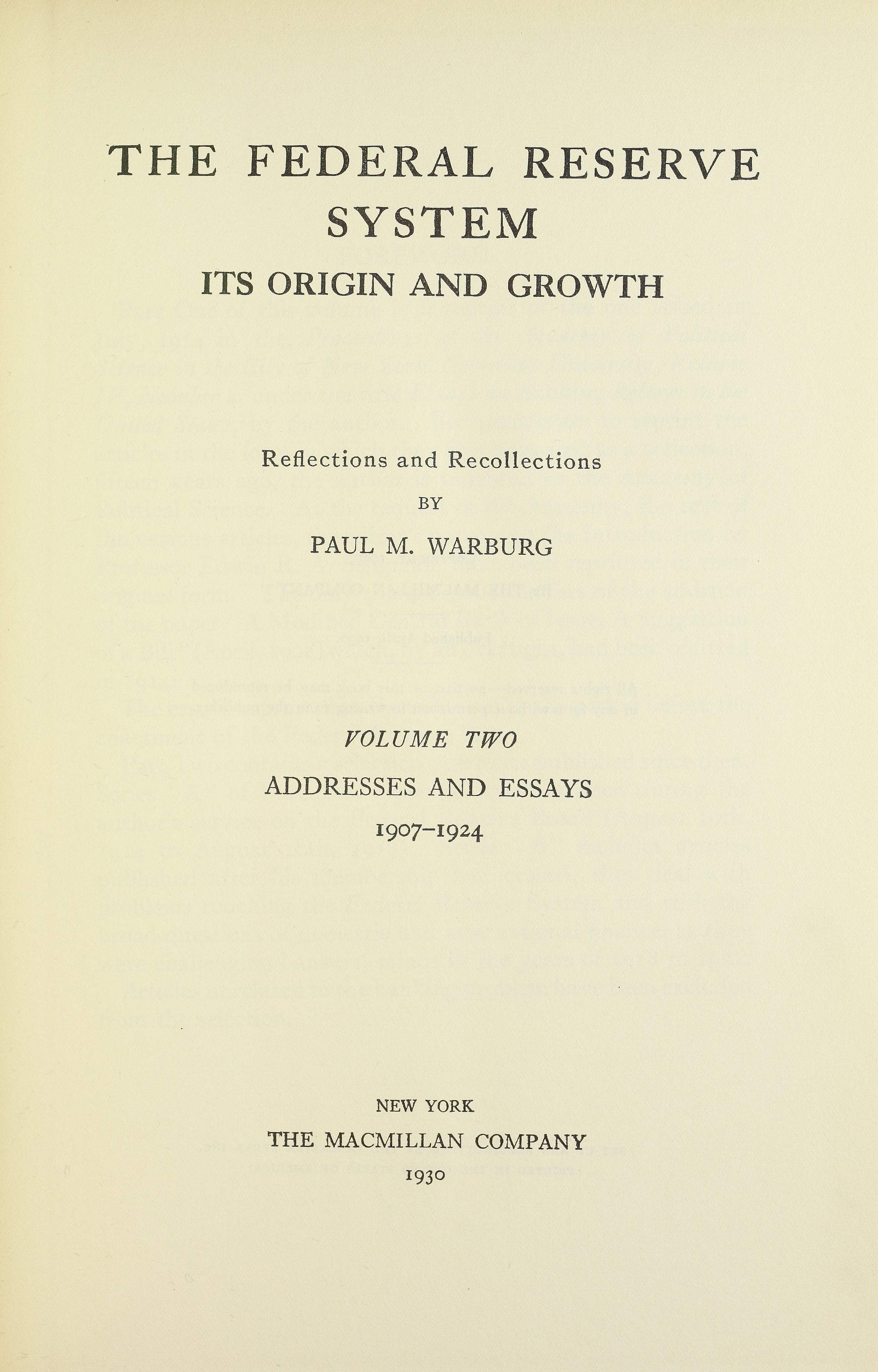
Paul Moritz Warburg, Addresses and essays, 1930

1 жовтня 1895 Пол одружився з Ніною Леб, дочкою Соломона Леба, одного із засновників Kuhn, Loeb & Company. Таким чином, він став свояком директору Kuhn, Loeb & Co. Джейкобу Шиффу, який був одружений з Терезою Леб. Згодом у Пола та Ніни Варбург народився син, Джеймс Пол, і дочка.
У 1902 Пол переїхав до США, де влаштувався в компанію Kuhn, Loeb and Co. Громадянином США він став у 1911.
У 1910 він обраний директором в Wells Fargo & Company. 8 березня 1929 року Уорбург попередив про катастрофу, яку загрожувала дика біржова спекуляція, що процвітала в Сполучених Штатах, передвіщаючи крах Уолл-стріт 1929 року, який стався в жовтні того ж року.

## Заснування Федрезерву

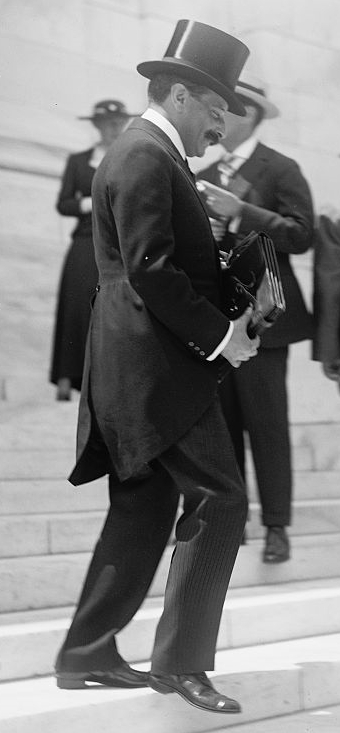
Paul Warburg at the 1st Pan-American Financial Conference, Washington D.C., 1915

У тому ж 1910 він брав участь у таємному зібранні провідних банкірів на острові Джекіл, на якому вироблена концепція майбутньої Федеральної Резервної Системи США, у 1912 представлена Конгресу США у вигляді доповіді, заснованої здебільшого на ідеях Варбурга, і яка стала основою «Закону про Федеральний Резерв».
Згодом Пол Варбург входив до правління ФРС.
Помер від гіпостатичної пневмонії на 63-му році життя в Мангеттені. Похований на кладовищі Сонна Лощина.